# Canton de Maîche
Le canton de Maîche est une division administrative française, située dans le département du Doubs et la région Bourgogne-Franche-Comté.
À la suite du redécoupage cantonal de 2014, les limites territoriales du canton sont remaniées. Le nombre de communes du canton passe de 27 à 51.

## Histoire
Le canton de Maîche a été créé en 1790.
Un nouveau découpage territorial du Doubs (département) entre en vigueur à l'occasion des élections départementales de mars 2015, défini par le décret du 25 février 2014, en application des lois du 17 mai 2013 (loi organique 2013-402 et loi 2013-403). Les conseillers départementaux sont, à compter de ces élections, élus au scrutin majoritaire binominal mixte. Les électeurs de chaque canton élisent au Conseil départemental, nouvelle appellation du Conseil général, deux membres de sexe différent, qui se présentent en binôme de candidats. Les conseillers départementaux sont élus pour 6 ans au scrutin binominal majoritaire à deux tours, l'accès au second tour nécessitant 12,5 % des inscrits au 1er tour. En outre la totalité des conseillers départementaux est renouvelée. Ce nouveau mode de scrutin nécessite un redécoupage des cantons dont le nombre est divisé par deux avec arrondi à l'unité impaire supérieure si ce nombre n'est pas entier impair, assorti de conditions de seuils minimaux. Dans le Doubs, le nombre de cantons passe ainsi de 35 à 19. Le nombre de communes du canton de Maîche passe de 27 à 51.
Le nouveau canton de Maîche est formé de communes des anciens cantons de Hérimoncourt (12 communes), de Maîche (19 communes) et de Saint-Hippolyte (20 communes). Le canton est entièrement inclus dans l'arrondissement de Montbéliard. Le bureau centralisateur est situé à Maîche.

## Représentation

### Conseillers généraux de 1833 à 2015
| Période | Période          | Identité                                  | Étiquette            | Qualité |
| ------- | ---------------- | ----------------------------------------- | -------------------- | --- |
| 1833    | 1848             | Pierre-Charles-Philippe Pourcelot         |                      | Docteur en médecine à Saint-Hippolyte |
| 1848    | 1892             | Comte Werner de Mérode, Marquis de Trélon | Centre droit         | Rentier Député du Nord puis du Doubs (1846-1848, 1849-1851, 1852-1853, 1871-1876) Sénateur (1876-1885)                                                                                      |
| 1892    | 1904             | Alcime Binétruy                           | Rad.                 | Industriel (fabricant d'horlogerie) maire de Charquemont |
| 1904    | 1913 (démission) | Paul Monnot                               | Républicain          | Banquier Maire de Maîche (1896-1913) |
| 1913    | 1919             | Étienne Chavin-Colin                      | Act.lib.             | Notaire à Maîche |
| 1919    | 1928             | Joseph Rondot                             |                      | Fabricant d'horlogerie à Maîche |
| 1928    | 1940             | Henri Bourgeois                           | URD                  | Fabricant d'horlogerie à Damprichard Nommé conseiller départemental en 1943 |
|         |                  |                                           |                      | |
| 1945    | 1994             | Paul Bobillier (1909-2003)                | MRP puis CD puis DVD | Vétérinaire, maire de Maîche (1945-1966) |
| 1994    | 2001             | Joseph Parrenin                           | PS                   | Agriculteur Ancien suppléant du député Guy Bêche (1981-1986) Député (1997-2002) Conseiller régional (1986-1997 et depuis 2004) Maire de Maîche (1995-2014) Maire de Thiébouhans (1979-1995) |
| 2001    | 2015             | Christine Bouquin                         | RPR puis DVD         | Responsable de la planification Maire de Charquemont (1995-2014) Conseillère régionale (1998-2001) Suppléante du député Marcel Bonnot (2002-2012)                                           |

### Conseillers d'arrondissement (de 1833 à 1940)
| Période                                  | Période          | Identité                                   | Étiquette                    | Qualité |
| ---------------------------------------- | ---------------- | ------------------------------------------ | ---------------------------- | --- |
| 1833                                     | 1836             | Jacques Théodore Octave Rondot (1781-1851) |                              | Maire de Charmauvillers                                                                                     |
| 1836                                     | 1848             | Claude François Bouvier                    |                              | Négociant, maire de Trévillers                                                                              |
| 1848                                     |                  | Xavier Donat Gouverd (1812-1878)           |                              | Notaire à Maîche                                                                                            |
|                                          |                  |                                            |                              | |
| 1895                                     | 1897 (décès)     | Émile Taillard (1837-1897)                 |                              | Docteur en médecine à Maîche                                                                                |
|                                          |                  |                                            |                              | |
| 1919                                     | 1931             | Antonin Guillaume                          | Union républicaine           | Propriétaire à Maîche                                                                                       |
| 1931                                     | 1933 (démission) | Paul Éthévenard                            | Union nationale républicaine | Maire de Charquemont                                                                                        |
| 1933                                     | 1940             | Victor Bouhélier                           | Union nationale républicaine | Entrepreneur à Cernay-l'Église                                                                              |
| 1940                                     |                  |                                            |                              | Les conseils d'arrondissement ont été suspendus par la loi du 12 octobre 1940 et n'ont jamais été réactivés |
| Les données manquantes sont à compléter. |                  |                                            |                              | |

### Conseillers départementaux depuis 2015
| Période élective | Période élective | Mandat | Mandat   | Identité          | Nuance | Nuance | Qualité |
| ---------------- | ---------------- | ------ | -------- | ----------------- | ------ | ------ | --- |
| 2015             | 2021             | 2015   | 2021     | Christine Bouquin |        | DVD    | Responsable planification Présidente du conseil départemental Présidente de la Communauté de Communes Conseillère municipale de Charquemont jusqu'en 2020 |
| 2015             | 2021             | 2015   | 2021     | Serge Cagnon      |        | DVD    | Commerçant retraité Maire de Saint-Hippolyte (2008-2020) 4e vice-président, chargé des routes et des transports individualisés                            |
| 2021             | 2028             | 2021   | en cours | Christine Bouquin |        | LR     | Présidente du Conseil départemental du Doubs |
| 2021             | 2028             | 2021   | en cours | Christian Methot  |        | DVD    | Ancien cadre, maire de Meslières |

### Résultats détaillés

#### Élections de mars 2015
À l'issue du 1er tour des élections départementales de 2015, deux binômes sont en ballottage : Christine Bouquin et Serge Cagnon (Union de la Droite, 46,26 %) et Didier Lenfant et Élisabeth Renaud (FN, 29,88 %). Le taux de participation est de 55 % (9 595 votants sur 17 446 inscrits) contre 52,68 % au niveau départemental et 50,17 % au niveau national.
Au second tour, Christine Bouquin et Serge Cagnon (Union de la Droite) sont élus avec 66,84 % des suffrages exprimés et un taux de participation de 54,56 % (5 693 voix pour 9 515 votants et 17 440 inscrits).

#### Élections de juin 2021
Le premier tour des élections départementales de 2021 est marqué par un très faible taux de participation (33,26 % au niveau national). Dans le canton de Maîche, ce taux de participation est de 35,61 % (6 115 votants sur 17 171 inscrits) contre 34,1 % au niveau départemental. À l'issue de ce premier tour, deux binômes sont en ballottage : Christine Bouquin et Christian Methot (Union au centre et à droite, 71,12 %) et Christian Jeandenand et Geneviève Mougin (RN, 21,02 %).
Le second tour des élections est marqué une nouvelle fois par une abstention massive équivalente au premier tour. Les taux de participation sont de 34,3 % au niveau national, 35,83 % dans le département et 36,08 % dans le canton de Maîche. Christine Bouquin et Christian Methot (Union au centre et à droite) sont élus avec 78,92 % des suffrages exprimés (4 571 voix pour 6 188 votants et 17 149 inscrits),,. 

## Composition

### Composition avant 2015
Ce canton était composé de vingt-sept communes.
| Nom                     | Code Insee | Codepostal | Superficie (km2) | Population (dernière pop. légale) | Densité (hab./km2) |
| ----------------------- | ---------- | ---------- | ---------------- | --------------------------------- | ------------------ |
| Maîche (chef-lieu)      | 25356      | 25120      | 17,42            | 4 331 (2012)                      | 249                |
| Battenans-Varin         | 25046      | 25380      | 6,38             | 78 (2012)                         | 12                 |
| Belfays                 | 25049      | 25470      | 3,20             | 121 (2012)                        | 38                 |
| Belleherbe              | 25051      | 25380      | 16,13            | 587 (2012)                        | 36                 |
| Les Bréseux             | 25091      | 25120      | 7,37             | 458 (2012)                        | 62                 |
| Cernay-l'Église         | 25108      | 25120      | 5,95             | 290 (2012)                        | 49                 |
| Charmauvillers          | 25124      | 25470      | 10,47            | 285 (2012)                        | 27                 |
| Charmoille              | 25125      | 25380      | 10,14            | 318 (2012)                        | 31                 |
| Charquemont             | 25127      | 25140      | 21,44            | 2 515 (2012)                      | 117                |
| Cour-Saint-Maurice      | 25173      | 25380      | 4,47             | 168 (2012)                        | 38                 |
| Damprichard             | 25193      | 25450      | 21,90            | 1 790 (2012)                      | 82                 |
| Les Écorces             | 25213      | 25140      | 9,51             | 682 (2012)                        | 72                 |
| Ferrières-le-Lac        | 25234      | 25470      | 2,47             | 182 (2012)                        | 74                 |
| Fessevillers            | 25238      | 25470      | 6,16             | 169 (2012)                        | 27                 |
| Fournet-Blancheroche    | 25255      | 25140      | 13,08            | 347 (2012)                        | 27                 |
| Frambouhans             | 25256      | 25140      | 10,10            | 842 (2012)                        | 83                 |
| Goumois                 | 25280      | 25470      | 5,83             | 176 (2012)                        | 30                 |
| La Grange               | 25290      | 25380      | 6,16             | 90 (2012)                         | 15                 |
| Mancenans-Lizerne       | 25366      | 25120      | 6,09             | 186 (2012)                        | 31                 |
| Mont-de-Vougney         | 25392      | 25120      | 7,03             | 173 (2012)                        | 25                 |
| Orgeans-Blanchefontaine | 25433      | 25120      | 4,83             | 51 (2012)                         | 11                 |
| Provenchère             | 25471      | 25380      | 6,97             | 131 (2012)                        | 19                 |
| Thiébouhans             | 25559      | 25470      | 5,81             | 235 (2012)                        | 40                 |
| Trévillers              | 25571      | 25470      | 10,74            | 473 (2012)                        | 44                 |
| Urtière                 | 25573      | 25470      | 2,15             | 8 (2012)                          | 3,7                |
| Vaucluse                | 25588      | 25380      | 5,01             | 114 (2012)                        | 23                 |
| Vauclusotte             | 25589      | 25380      | 7,62             | 98 (2012)                         | 13                 |

### Composition à partir de 2015
Le nouveau canton de Maîche comprend cinquante et une communes entières.
| Nom                            | Code Insee | Intercommunalité                     | Superficie (km2) | Population (dernière pop. légale) | Densité (hab./km2) | Modifier                                    |
| ------------------------------ | ---------- | ------------------------------------ | ---------------- | --------------------------------- | ------------------ | ------------------------------------------- |
| Maîche (bureau centralisateur) | 25356      | CC du Pays de Maîche                 | 17,42            | 4 226 (2022)                      | 243                | modifier les données · modifier les données |
| Abbévillers                    | 25004      | CA Pays de Montbéliard Agglomération | 11,18            | 1 099 (2022)                      | 98                 | modifier les données · modifier les données |
| Autechaux-Roide                | 25033      | CA Pays de Montbéliard Agglomération | 6,56             | 497 (2022)                        | 76                 | modifier les données · modifier les données |
| Belfays                        | 25049      | CC du Pays de Maîche                 | 3,20             | 131 (2022)                        | 41                 | modifier les données · modifier les données |
| Bief                           | 25061      | CC du Pays de Maîche                 | 3,81             | 111 (2022)                        | 29                 | modifier les données · modifier les données |
| Blamont                        | 25063      | CA Pays de Montbéliard Agglomération | 10,06            | 1 236 (2022)                      | 123                | modifier les données · modifier les données |
| Bondeval                       | 25071      | CA Pays de Montbéliard Agglomération | 4,68             | 481 (2022)                        | 103                | modifier les données · modifier les données |
| Les Bréseux                    | 25091      | CC du Pays de Maîche                 | 7,37             | 487 (2022)                        | 66                 | modifier les données · modifier les données |
| Burnevillers                   | 25102      | CC du Pays de Maîche                 | 6,74             | 48 (2022)                         | 7,1                | modifier les données · modifier les données |
| Cernay-l'Église                | 25108      | CC du Pays de Maîche                 | 5,95             | 318 (2022)                        | 53                 | modifier les données · modifier les données |
| Chamesol                       | 25114      | CC du Pays de Maîche                 | 10,21            | 386 (2022)                        | 38                 | modifier les données · modifier les données |
| Charmauvillers                 | 25124      | CC du Pays de Maîche                 | 10,47            | 283 (2022)                        | 27                 | modifier les données · modifier les données |
| Charquemont                    | 25127      | CC du Pays de Maîche                 | 21,44            | 2 867 (2022)                      | 134                | modifier les données · modifier les données |
| Courtefontaine                 | 25174      | CC du Pays de Maîche                 | 7,70             | 247 (2022)                        | 32                 | modifier les données · modifier les données |
| Dampjoux                       | 25192      | CA Pays de Montbéliard Agglomération | 2,31             | 164 (2022)                        | 71                 | modifier les données · modifier les données |
| Damprichard                    | 25193      | CC du Pays de Maîche                 | 21,90            | 1 825 (2022)                      | 83                 | modifier les données · modifier les données |
| Dannemarie                     | 25194      | CA Pays de Montbéliard Agglomération | 2,25             | 120 (2022)                        | 53                 | modifier les données · modifier les données |
| Les Écorces                    | 25213      | CC du Pays de Maîche                 | 9,51             | 766 (2022)                        | 81                 | modifier les données · modifier les données |
| Écurcey                        | 25216      | CA Pays de Montbéliard Agglomération | 7,43             | 266 (2022)                        | 36                 | modifier les données · modifier les données |
| Ferrières-le-Lac               | 25234      | CC du Pays de Maîche                 | 2,47             | 168 (2022)                        | 68                 | modifier les données · modifier les données |
| Fessevillers                   | 25238      | CC du Pays de Maîche                 | 6,16             | 159 (2022)                        | 26                 | modifier les données · modifier les données |
| Fleurey                        | 25244      | CC du Pays de Maîche                 | 8,04             | 85 (2022)                         | 11                 | modifier les données · modifier les données |
| Fournet-Blancheroche           | 25255      | CC du Pays de Maîche                 | 13,08            | 351 (2022)                        | 27                 | modifier les données · modifier les données |
| Frambouhans                    | 25256      | CC du Pays de Maîche                 | 10,10            | 878 (2022)                        | 87                 | modifier les données · modifier les données |
| Froidevaux                     | 25261      | CC du Pays de Sancey-Belleherbe      | 3,98             | 80 (2022)                         | 20                 | modifier les données · modifier les données |
| Glay                           | 25274      | CA Pays de Montbéliard Agglomération | 6,49             | 340 (2022)                        | 52                 | modifier les données · modifier les données |
| Glère                          | 25275      | CC du Pays de Maîche                 | 15,93            | 180 (2022)                        | 11                 | modifier les données · modifier les données |
| Goumois                        | 25280      | CC du Pays de Maîche                 | 5,83             | 167 (2022)                        | 29                 | modifier les données · modifier les données |
| Indevillers                    | 25314      | CC du Pays de Maîche                 | 22,81            | 248 (2022)                        | 11                 | modifier les données · modifier les données |
| Liebvillers                    | 25335      | CC du Pays de Maîche                 | 3,03             | 147 (2022)                        | 49                 | modifier les données · modifier les données |
| Mancenans-Lizerne              | 25366      | CC du Pays de Maîche                 | 6,09             | 184 (2022)                        | 30                 | modifier les données · modifier les données |
| Meslières                      | 25378      | CA Pays de Montbéliard Agglomération | 2,99             | 330 (2022)                        | 110                | modifier les données · modifier les données |
| Mont-de-Vougney                | 25392      | CC du Pays de Maîche                 | 7,03             | 195 (2022)                        | 28                 | modifier les données · modifier les données |
| Montancy                       | 25386      | CC du Pays de Maîche                 | 8,86             | 119 (2022)                        | 13                 | modifier les données · modifier les données |
| Montandon                      | 25387      | CC du Pays de Maîche                 | 12,71            | 372 (2022)                        | 29                 | modifier les données · modifier les données |
| Montécheroux                   | 25393      | CC du Pays de Maîche                 | 13,13            | 557 (2022)                        | 42                 | modifier les données · modifier les données |
| Montjoie-le-Château            | 25402      | CC du Pays de Maîche                 | 5,39             | 22 (2022)                         | 4,1                | modifier les données · modifier les données |
| Orgeans-Blanchefontaine        | 25433      | CC du Pays de Maîche                 | 4,83             | 40 (2022)                         | 8,3                | modifier les données · modifier les données |
| Pierrefontaine-lès-Blamont     | 25452      | CA Pays de Montbéliard Agglomération | 8,96             | 480 (2022)                        | 54                 | modifier les données · modifier les données |
| Les Plains-et-Grands-Essarts   | 25458      | CC du Pays de Maîche                 | 10,35            | 211 (2022)                        | 20                 | modifier les données · modifier les données |
| Roches-lès-Blamont             | 25497      | CA Pays de Montbéliard Agglomération | 5,44             | 611 (2022)                        | 112                | modifier les données · modifier les données |
| Saint-Hippolyte                | 25519      | CC du Pays de Maîche                 | 11,01            | 965 (2022)                        | 88                 | modifier les données · modifier les données |
| Soulce-Cernay                  | 25551      | CC du Pays de Maîche                 | 8,55             | 138 (2022)                        | 16                 | modifier les données · modifier les données |
| Les Terres-de-Chaux            | 25138      | CC du Pays de Maîche                 | 14,49            | 130 (2022)                        | 9,0                | modifier les données · modifier les données |
| Thiébouhans                    | 25559      | CC du Pays de Maîche                 | 5,81             | 245 (2022)                        | 42                 | modifier les données · modifier les données |
| Thulay                         | 25562      | CA Pays de Montbéliard Agglomération | 2,23             | 206 (2022)                        | 92                 | modifier les données · modifier les données |
| Trévillers                     | 25571      | CC du Pays de Maîche                 | 10,74            | 532 (2022)                        | 50                 | modifier les données · modifier les données |
| Urtière                        | 25573      | CC du Pays de Maîche                 | 2,15             | 16 (2022)                         | 7,4                | modifier les données · modifier les données |
| Valoreille                     | 25584      | CC du Pays de Maîche                 | 7,58             | 125 (2022)                        | 16                 | modifier les données · modifier les données |
| Vaufrey                        | 25591      | CC du Pays de Maîche                 | 9,37             | 147 (2022)                        | 16                 | modifier les données · modifier les données |
| Villars-lès-Blamont            | 25615      | CA Pays de Montbéliard Agglomération | 6,95             | 467 (2022)                        | 67                 | modifier les données · modifier les données |
| Canton de Maîche               | 2512       |                                      | 432,77           | 24 453 (2022)                     | 57                 | modifier les données                        |

## Démographie

### Démographie avant 2015
| 1962   | 1968   | 1975   | 1982   | 1990   | 1999   | 2006   | 2011   | 2012   |
| ------ | ------ | ------ | ------ | ------ | ------ | ------ | ------ | ------ |
| 12 161 | 12 397 | 13 373 | 13 110 | 13 061 | 13 125 | 13 793 | 14 808 | 14 898 |

### Démographie depuis 2015
En 2022, le canton comptait 24 453 habitants, en évolution de +0,39 % par rapport à 2016 (Doubs : +1,88 %, France hors Mayotte : +2,11 %).
| 2013   | 2018   | 2022   |
| ------ | ------ | ------ |
| 24 041 | 24 242 | 24 453 |